# Montezumia liliacea
Montezumia liliacea är en stekelart som beskrevs av Giovanni Gribodo 1891.
Montezumia liliacea ingår i släktet Montezumia och familjen Eumenidae. Inga underarter finns listade i Catalogue of Life.